# George Robert Gray

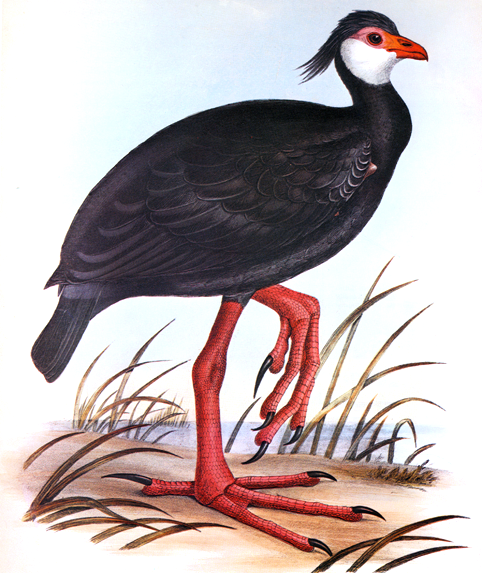
Teckning av George Robert Gray som visar en fågel i släktet Chauna.

George Robert Gray, född 8 juli 1808 i Chelsea, död 6 maj 1872 i London, var en brittisk zoolog som koncentrerade sina forskningar på fåglar. Han var son till zoologen Samuel Frederic Gray och bror till John Edward Gray.
Gray fick sin utbildning på Merchant's Taylor School och sedan studerade han privat entomologi och ornitologi. 1831 blev han assistent vid zoologiska avdelningen på British Museum i London. 1842 blev han medlem i kommissionen Nomenclator Zoologicus tillsammans med Louis Agassiz och Charles Lucien Bonaparte. 1866 fick Gray inträde i Royal Society.

## Skrifter (urval)
- List of the genera of birds, London 1840.
- Handlist of the genera and species of birds, London 1869-72.
- The Entomology of Australia, in a series of Monographs. Part I. The Monograph of the Genus Phasma. London 1833